# Lophojoppa suffragenea
Lophojoppa suffragenea är en stekelart som först beskrevs av Cameron 1885.  Lophojoppa suffragenea ingår i släktet Lophojoppa och familjen brokparasitsteklar. Inga underarter finns listade i Catalogue of Life.